# Vicent Martínez Guzmán
Vicent Martínez Guzmán (La Vall d'Uixó, 1949 - Barcelona, 23 d'agost de 2018) va ser un intel·lectual i professor d'universitat, referent mundial en l'àmbit dels estudis per la pau.

## Biografia
Nascut a la Vall d'Uixó, poble del que és fill predilecte, es va doctorar en filosofia per la Universitat de València. Va ser professor titular i vicerector del departament de filosofia i sociologia de la Universitat Jaume I de Castelló, director honorífic de la seva Càtedra UNESCO de Filosofia per a la pau, va fundar i va codirigir el Màster Internacional en Estudis per a la Pau i el Desenvolupament el 1996.
L'any 2016 va ser nomenat membre de la junta de govern del Institut Català Internacional per la Pau (ICIP) del que va ser escollit vicepresident.
Membre fundador i vocal de la Junta Directiva de la Asociación Española de Investigación para la Paz (AIPAZ) en el moment de la seva mort.
Els últims anys va col·laborar com a membre actiu de l'àrea social del Centre d'Estudis Cristianisme i Justícia.
Ha publicat sobre didàctica de la filosofia, filosofia del llenguatge, fenomenologia i filosofia per a la pau.

## Obres publicades
- «Martin Luther King: les dificultats d'estimar els enemics», introducció a l'edició de 2016 de "El crit de la consciència" de Martin Luther King, Barcelona, Angle Editorial.
- El papel de la sociedad civil en la construcción de la paz, Barcelona, Icaria, 2009.
- Podemos hacer las paces, Bilbao, Desclée de Brower, 2005.
- Filosofía para hacer las paces, Barcelona, Icaria, 2001 (2ª ed. 2009)

## Premis i reconeixements
- Fill predilecte de la Vall d'Uixó.
- Primer reconeixement Francisco A. Muñoz de la Asociación Española de Investigación para la Paz (AIPAZ) atorgat en 2017.[8]
- Medalla d'Or Mahatma Gandhi per la Pau i la No-Violència el 1999